# Meteotsunami
Een meteotsunami (ook genoemd buistoot of zeebeer) is een plotselinge verhoging (of verlaging) van de waterstand door even plotselinge verandering van de luchtdruk, bijvoorbeeld bij een buienfront. Buistoten kunnen leiden tot seiches of halingen.

## Buistoot
Kleine meteotsunami's komen aan de Noordzee waarschijnlijk jaarlijks enkele keren voor. Een zo grote omvang dat hij algemeen wordt opgemerkt is zeldzaam. In 1984 werd er een geregistreerd in het IJsselmeer. In 2012 werd aan de Noorzeekust een meteotsunami, met een plotselinge waterstandverhoging van een meter, veroorzaakt door een overtrekkend koufront. Opvallende plotselinge hoge golven werden in 2017 gemeld van de kusten van Zuidwest-Nederland. Opvolgende waarnemingen van buienradar van die dag laten duidelijk een buienlijn zien die verplaatst; deze verplaatsing is identiek aan de verplaatsing van de hoogwatergolf.
Er is zelfs een waarneming van een meteotsunami op 5 juni 1858, alhoewel men toen niet wist waar dit over ging.

## Seiches of halingen
Door de plotselinge luchtdrukverandering ontstaat er lokaal een verandering in de waterstand. Deze bult water zal zich als een golf verplaatsen, vergelijkbaar met een normale tsunami. De snelheid is die van een lange golf, dus c= √ (gh), waarin c de snelheid van de golf is, g de versnelling van de zwaartekracht en h de waterdiepte.
Vaak zijn dit soort veranderingen in de waterstand te klein om simpel waar te nemen. De verandering heeft het karakter van een golf, en dus ook een golfperiode en golflengte. Als een dergelijke golf in een bekken komt met een lengte van een precies veelvoud van de golflengte, treedt resonantie op. De amplitude van de golf wordt dan sterk vergroot en ontstaat een seiche of buihaling; dit is een staande golf die vooral in meren en havenbekkens waargenomen kan worden. De benaming 'seiche' is overgenomen uit dialectisch Zwitsers-Frans, waarin het werd/ wordt gebruikt om golven in het Meer van Genève aan te duiden. Seiches hebben een periode van 10 minuten tot omstreeks 2 uur en een golflengte van enkele tientallen kilometers, dit verschilt per waterlichaam. In Nederland komen ze voor in de havens van IJmuiden, Rotterdam en Lemmer.
De inkomende golven van de Noordzee hebben vaak een amplitude (hoogte) van slechts ongeveer 10 cm. Verschillende staande golven gaan in de haven oscilleren en versterken elkaar dus, waardoor de golven hoog opgeslingerd worden. Door het opslingeren kan dit in het havenbekken oplopen tot ruim een meter. De amplitude is bij het gesloten einde van het havenbekken het grootst. In de Rotterdamse haven komen seiches met een amplitude hoger dan 25 cm ongeveer acht maal per jaar voor, vooral in de periode augustus tot en met maart. Door een seiche kunnen laaggelegen kades onder water lopen of kunnen diepgaande schepen vastlopen.